# Heinz Krüger (Fußballspieler)
Heinz Krüger (* 28. September 1932; † 2003) war Fußballspieler in der DDR und absolvierte ein Spiel in der Fußballnationalmannschaft der DDR.

## Sportliche Laufbahn
Seit 1949 spielte in der DDR-Oberliga, der höchsten Fußballklasse, eine Mannschaft aus dem später nach Senftenberg eingemeindeten Dorf Marga. Viele Jahre unter dem Namen Aktivist Brieske antretend, wurde die bisherige Betriebssportgemeinschaft am 1. September 1954 in den SC Aktivist Brieske-Senftenberg umstrukturiert. Mit Beginn der im Herbst 1955 ausgespielten Übergangsrunde zur Umstellung der Fußballsaison auf das Kalenderjahr stieß der 23-jährige Heinz Krüger zur Fußballmannschaft des Sportclubs, der die vorherige Spielzeit als Tabellensechster abgeschlossen hatte. Krüger wurde als Verteidiger eingesetzt und entwickelte sich schnell zum Stammspieler der Briesker.
Bereits in der Spielzeit 1956 hat er mit so guten Leistungen auf sich aufmerksam gemacht, dass ihn der DDR-Nationaltrainer Gyarmati am 10. März 1957 im A-Länderspiel DDR – Luxemburg einsetzte. Beim 3:0-Sieg in Ost-Berlin spielte Heinz Krüger neben Bringfried Müller und Karl Wolf als rechter Verteidiger. Da jedoch auf dieser Position das Angebot an guten Spielern groß war, blieb es für Krüger bei diesem einen Länderspiel.
Am Ende der Saison 1962/63 musste der SC Aktivist nach 15-jähriger Oberligazeit als Tabellenletzter in die zweitklassige DDR-Liga absteigen. Gleichzeitig wurde der Senftenberger Sportclub aufgelöst und in den neu gegründeten SC Cottbus überführt. Auch die 1. Fußballmannschaft des ehemaligen SC Aktivist trat in der Fußballsaison 1963/64 als SC Cottbus an. Nach 187 Punktspielen in der Oberliga musste nun auch Krüger in der Zweitklassigkeit spielen. Inzwischen schon 31 Jahre alt, hatte er den Höhepunkt seiner Leistungsfähigkeit bereits überschritten und wurde in den Spielzeiten 1963/64 bis 1964/65 nur noch in 13 Punktspielen eingesetzt. Im Sommer 1965 beendete er seine Laufbahn als Leistungsfußballer.